# Міхал Фридерик Чарторийський
Михайло Фридерик Чарторийський (пол. Michał Fryderyk Czartoryski ); 26 квітня 1696, Варшава — 13 серпня 1775 р., там же) — державний діяч Речі Посполитої, двоюрідний дід Адама Єжи Чарторийського. Його сестра Констанція (дружина Станіслава Понятовського), була матір'ю короля Речі Посполитої Станіслава Августа Понятовського.

## Біографія
Принц Клевані та Старожукова. Власник Блакитного палацу в Варшаві. Підстолій великий литовський з 1720 року, каштелян Віленський з 1722 року, підканцлер Литовський з 1724 року староста Гомельського староства в 1730 року канцлер великий Литовський (1752—1775). Один із засновників і керівник угруповання магнатів «Фамілія».
Був членом «Червоного Братства» — першої польської масонської ложі.
У 1733 році він підписав елекцію Станіслава Лещинського, а в 1764 році — Станіслава Августа Понятовського.
23 жовтня 1767 увійшов до складу делегації сейму, створеного під тиском російського посла Миколи Репніна для визначення ладу Речі Посполитої.
На сеймі 1773—1775 років, присвяченому першому розділу Речі Посполитої, був представником опозиції.

## Ранні роки та юність
Міхал Чарторийський провів своє дитинство на Волині та частково в Пруссії. Він отримав ґрунтовну освіту з французьким нахилом. Він був розумним і розумним учнем. Він перевершив свого брата Августа своїми знаннями. Близько 1714 року він поїхав до Франції разом з братом і вчителем, а потім до Флоренції та Риму. З раннього віку він почав співпрацювати в суді Августа II поряд із тодішнім першим міністром та фельдмаршалом Якубом Генріком Флеммінгом. Був депутатом у сеймі 1722 р. від Троцької губернії

## Сім'я
Міхал Чарторийський був співзасновником і лідером політичної партії Фамілія. Разом з іншими членами партії у 1733 р. він підписав обрання Станіслава Лещинського. Після відмови Лещинського від боротьби за польську корону він домагався довіри та прихильності короля Августа III. Він був співавтором переорієнтації поглядів Фамілії на зовнішню політику. Він подбав про посилення впливу в країні та створення проросійської партії. Він був переконаний, що лише за допомогою Росії та імператриці Катерини II можна буде провести необхідні реформи та протидіяти розподільній політиці Пруссії, короля Фрідріха II. Серед необхідних реформ у таборі Фамілії були розмови про необхідність змін форми сесій сейму, про необхідність підвищення законодавчої цінності сейму та обмеження права вето.
10 липня 1737 р. Він підписав конкордат зі Священним Престолом у Всхові.
У 1732–1752 рр. співпраця Фамілії з королівським двором була доброю. Після 1756 р. ситуація змінилася. Фамілія твердо стояла в опозиції до судової партії. У січні 1756 року через російського секретаря місії у Варшаві Яна Рішевського Міхал Чарторийський попросив у Росії політичної підтримки Фамілії. У ті роки Міхал Чарторийський належав до наймогутніших і обдарованих міністрів Республіки Польща. Він практично правив сам Литвою. Саме в центрі Міхала Чарторийського знаходилися пропагандистські та політичні контакти Фамілії.

## Політичні погляди
Міхал Чарторийський працював над реформуванням парламентів та асамблей. Він не вагаючись змінив політичних союзників. Він діяв за принципом: право держави — право клану. В основному він відстоював політичні інтереси Фамілії. Він часто говорив про необхідність реформування національної освіти. Він був майстром пропаганди. Щоб досягти власних цілей, він міг використати всіх колег. Він цінував енергійних і цінних людей. Він послідовно керував литовськими канцеляріями та староствами. Він зміг просувати та просувати талановитих люди, окрім власних політичних поглядів. Він був добрим, терплячим та неупередженим суддею. Він мав найбільший досвід і політичну уяву серед свого оточення. Він знав, як ніхто інший шляхетний народ, його політичний і соціальний консерватизм. Він міг маніпулювати ним. Кадзил Радзівілом здобув Сапіхов і Огінськи, приправляв Сосновського та Пшеддзецького; він знав, по імені сто тисяч вельмож, їх інтереси та прагнення; він вперто рекомендував королю обдарованих на вакансії, мало пам'ятаючи про себе.
Міхал Чарторийський користувався визнанням як вдома, так і за кордоном. Він був таким же поважним, як і страх. І як і його брат Август, він дбав про хороше ім'я серед своїх прихильників та дворянства. Навіть окупанти його поважали. Почувши про його смерть, російський посол мав сказати, що зараз у Варшаві немає нікого, кому би надів капелюха. За словами короля Станіслава Августа, він зміг викликати переконання серед своїх політичних опонентів у тому, що він є видатним політичним гравцем, що його підтримує громадська думка.

## Подальша доля
20 квітня 1764 року він підписав дячний лист Катерині II за введення російських військ. Він був членом Генеральної конфедерації Великого князівства Литовського у 1764 році. У 1764 р. він підписав обрання Станіслава Августа Понятовського.
У 1766 р. Був уповноваженим Комітету монетного двору.
23 жовтня 1767 р. він був членом делегації Сейму, обраного під тиском російського депутата Миколи Репніна, призначеного для визначення політичної системи Республіки Польща. Як член делегації в Партійному сеймі 1773—1775 рр. він був представником опозиції. 18 вересня 1773 р. він підписав договори про присвоєння земель, окупованих Росією, Пруссією та Австрією у Першому розділі Речі Посполитою.

## Нагороди
- Орден Білого Орла (1726)
- Орден Святого Олександра Невського (18.12.1753)[37]
- Орден Андрія Первозванного (1754)
- Орден Чорного Орла (1764)

## Потомство
Його дружиною була австрійська графиня Елеонора Моніка Вальдштейн (1712-1795), дочка Яна Вальдштейн Антонія і Анни Вальдштейн, на якій він одружився 30 жовтня 1726 року. У пари було 3 дочки і один син:
- Антоніна (1728 — 3 березня 1746 року, Варшава), 13 лютого 1744 року у Варшаві вийшла заміж за Яна Єжи Флеммінга; у них відома дочка — Ізабела Чарторийська.
- Констанція (1729—1749), друга дружина Яна Єжи Флеммінга, вийшла заміж за нього після смерті сестри (яка померла при пологах своєї єдиної дочки Ізабелли 3 березня 1746 роки), померла від віспи;
- Олександра (1730—1798). У 1748 році вийшла заміж за Михайла Антонія Сапегу (з 1752 року — підканцлера ВКЛ / заступника батька /), а після його смерті в 1761 році — за гетьмана ВКЛ Михайла Казимира Огінського. У двох шлюбах дітей у неї не було;
- Антоній (1732 -1753).